# Stars and Stripes Forever
"Stars and Stripes Forever" er en patriotisk march, der i stor udstrækning betragtes som komponist John Philip Sousas hovedværk. Den er ved lov gjort til USA's nationale march.

## Historie
I sin biografi, Marching Along, skriver Sousa, at han komponerede marchen Juledag 1896. Han havde netop fået nyheden om David Blakelys, der var leder af Sousa Band, død. Sousa var om bord på en færge i Europa, da han fik nyheden, så han komponerede marchen i hovedet. Han nedskrev noderne på papir da han kom i land i USA. Selvom han dirigerede opførsler af sangen ved stort set alle sine koncerter frem til sin død, findes der kun en enkelt kendt optagelse af det, optaget i 1909.

## Musik
Stars and Stripes Forever følger den amerikanske standard-marchform. Dens trio er den mest berømte del af marchen. De fleste bands bruger Sousa Bands praksis med at lade en eller tre (aldrig to) piccolofløjtespillere spille det berømte obbligato i den første gentagelse af trioen.[kilde mangler] I den anden gentagelse (kaldet "Grandioso"), tilslutter kornetterne sig piccolofløjterne med en markant kontramelodi. Den officielle version, som spilles af United States Marine Band, opføres i tonearten b-mol.

## Tekst
Sousa skrev tekst til stykket, men den er ikke så kendt som musikken alene. Der er herudover blevet skrevet mange andre tekster, både af patriotisk karakter og af anden art.

### Sousas tekst
Let martial note in triumph float
And liberty extend its mighty hand
A flag appears 'mid thunderous cheers,
The banner of the Western land.
The emblem of the brave and true
Its folds protect no tyrant crew;
The red and white and starry blue
Is freedom's shield and hope.
Other nations may deem their flags the best
And cheer them with fervid elation
But the flag of the North and South and West
Is the flag of flags, the flag of Freedom's nation.
Hurrah for the flag of the free!
May it wave as our standard forever,
The gem of the land and the sea,
The banner of the right.
Let despots remember the day
When our fathers with mighty endeavor
Proclaimed as they marched to the fray
That by their might and by their right
It waves forever.
Let eagle shriek from lofty peak
The never-ending watchword of our land;
Let summer breeze waft through the trees
The echo of the chorus grand.
Sing out for liberty and light,
Sing out for freedom and the right.
Sing out for Union and its might,
O patriotic sons.
Other nations may deem their flags the best
And cheer them with fervid elation,
But the flag of the North and South and West
Is the flag of flags, the flag of Freedom's nation.
Hurrah for the flag of the free.
May it wave as our standard forever
The gem of the land and the sea,
The banner of the right.
Let despots remember the day
When our fathers with mighty endeavor
Proclaimed as they marched to the fray,
That by their might and by their right
It waves forever.

### Anden tekst
Denne venlige parodi, kendt blandt børn i USA, blev bl.a. sunget ved afslutningen af en populær tv-serie:
Be kind to your fine feathered friends
For a duck may be somebody's mother
Be kind to your friends in the swamp
Where the weather is very, very damp (udtales, så det rimer på "swamp")
Now, you may think that this is the end...
WELL, IT IS! (brat afslutning til sidst)

## References
1. ↑  "US Code: Title 36, 304". Cornell Law School. 2006-10-30. Hentet 2006-11-02.
2. ↑  "Arkiveret kopi". Arkiveret fra originalen 19. oktober 2012. Hentet 20. januar 2009.